# Nowa Pomarańczarnia w Łazienkach Królewskich
Nowa Pomarańczarnia, także Nowa Oranżeria – budynek znajdujący się w Łazienkach Królewskich w Warszawie, w południowej części ogrodu, przy alei zwanej Drogą Wilanowską lub Chińską. 

## Opis
Powstała w latach 1860-1861 według projektu Adama Adolfa Loewe i Józefa Orłowskiego jako drugi obiekt w Łazienkach o tym przeznaczeniu. Dla odróżnienia, dawną Pomarańczarnię stanisławowską zaczęto nazywać Starą Pomarańczarnią.
Główną część budynku stanowi wydłużona sala, która jest przeszklona od strony południowej. W części środkowej dach ma poprzeczną kolbę otwartą półrozetami o odlanych w żeliwie szprosach na obie strony. Dwie główne elewacje (fronty) zostały zaprojektowane w dwóch odmiennych opracowaniach. W jednej z nich (południowej) podział między oknami tworzą wysokie, smukłe, cienkie, żeliwne kolumny. W części centralnej elewacji południowej składającej się z dwóch oddzielnych segmentów pełnego muru, znajdują się okna, w które wstawiono rzeźby (stojące postacie Vertumnusa i Pomony w środkowe, symbolizujące Jesień i Zimę w górne), które zostały wykonane przez Leona Molatyńskiego. Murowane partie frontowej ściany kończą attyki z płaskimi wazami. Od strony północnej dobudowany jest parterowy segment, rozdzielony kilkoma otworami okiennymi. Ową część parterową zajmują jednoosiowe wyższe człony ozdobione w górnej części okrągłymi płycinami, stanowiącymi tło dla kamiennych popiersi, przedstawiających tym razem Wiosnę i Lato. 
Główna sala przeznaczona była pierwotnie na przechowywanie w okresie chłodów drzew egzotycznych. Został tu urządzony stały ogród z różnorodnymi roślinami, również tropikalnymi. 
Od 1992 roku w budynku działa restauracja Belvedere należąca do Anny Woźniak-Starak.